# 國東郡
國東郡（日语：〔〕／ Kunisaki gun */?）是過去位于日本大分縣的一個郡；已於1878年7月22日被分割為東國東郡和西國東郡兩郡。
過去的轄區包含現在的豐後高田市、國東市、姬島村和杵築市的部分地區。

## 歷史
根據豐後國風土記，國東郡被認為成立於740年，最初名為「國埼郡」，當時為豐後國八郡之一。「國埼」之名則是由於當時景行天皇由海上巡視時，認為這塊地區看來像是國家之埼（前端的意思），因此得名。由於位於豐後國之東方，因此後來改名為「國東」。
依據和名類聚抄，在承平年間（931年至938年）時，國埼郡下轄有武藏鄉、來繩鄉、國前鄉、田染鄉、阿岐鄉、津守鄉、伊美鄉。